# Luvena
Luvena S.A. – polskie przedsiębiorstwo przemysłu chemicznego, produkujące nawozy i impregnaty do drewna, założone w 2008 roku w Luboniu.
Spółka zakupiła Fabrykę Nawozów Fosforowych w Uboczu, będącą w stanie upadłości, aby wznowić produkcję nawozów i tym samym kontynuować 145 lat tradycji produkcyjnej w tej miejscowości.